# 32. zagorska divizija NOVJ-a
Tridesetdruga zagorska divizija NOVJ-a formirana je 12. prosinca 1943. godine na području Kalničkog gorja od brigada „Braća Radić“ i „Matija Gubec“. Na dan formiranja imala je 1764 borca naoružana s 992 puške, 62 puškomitraljeza, 14 mitraljeza, 24 automata, 5 minobacača i 3 protutenkovska topa. Do 19. siječnja 1944. bila je pod zapovjedništvom Štaba Druge operativne zone Hrvatske, a zatim u sastavu Desetog korpusa NOVJ-a.

## Borbeni put divizije
U siječnju 1944. divizija je djelovala u Hrvatskom zagorju protiv dijelova Pavelićevog tjelesnog zdruga i Zagrebačke posadne bojne. Posebno teške borbe vodila je 4. siječnja tijekom zauzimanja Gornje Batine i Beleca i 6.—9. siječnja oko Zlatara, a zatim, tijekom ustaške operacije „Dubrovnik“ (oko 1700 ustaša Poglavnikovog tjelesnog zdruga), u pokretu za Kalnik, kod Novog Marofa i Varaždinskih Toplica (21.—22. siječnja). Početkom veljače, jake ustaške i domobranske snage napale su slobodni teritorij Kalnika i do 12. veljače, unatoč upornim borbama 32. divizije i Kalničkog partizanskog odreda, zauzele Koprivnicu, Ludbreg, Ivanec, Pitomaču i više drugih mjesta. Do kraja veljače, postrojbe divizije čistile su od ustaša i domobrana sela u Podravini i onemogućavale popravak pruge Križevci—Koprivnica. Poslije borbi oko Ludbrega 22./23. veljače, sela Subotice 25. veljače, Koprivnice 29. veljače, na padinama Kalničkog gorja 4. i 5. ožujka, divizija se prebacila na Bilogoru, odakle je noću 12./13. ožujka započeo njezin pokret preko Moslavine i Kalnika u Hrvatsko zagorje, vodeći uz put borbe protiv dijelova njemačke Prve kozačke konjičke divizije i domobranskog Prvog gorskog zdruga.
Krajem ožujka, divizija je dobila zadatak da s Prvom brigadom 33. divizije i Zapadnom grupom NOP odreda Desetog korpusa NOVJ-a razbije neprijateljeva uporišta i mobilizira nove borce u Hrvatskom zagorju i Prigorju. Operirajući na dohvatu Zagreba, te postrojbe vodile su teške borbe s ustaškim i domobranskim snagama, 28. ožujka oko uporišta Đurmanca i Žutnice, u travnju u rajonu Zlatara, kod Tuheljskih Toplica, Klanjca, Belca, Purge, Martinšćine, Budinšćine, Podruta, Zajezde i zauzele više neprijateljevih uporišta. Postignuti uspjesi omogućili su mobilizaciju novih boraca u Zagorju i formiranje Prve zagorske brigade (10. svibnja). U nastojanju da povrate izgubljena uporišta, Prva ustaška pukovnija Pavelićevog tjelesnog zdruga iz Novog Marofa, Svetog Ivana Zeline, Zlatara i Ivanca napala je 15. svibnja 32. i dijelove 33. divizije koji su se poslije dvodnevnih borbi (15.—16. svibnja) kod sela Huma, Hrašćine, Trgovišća, Breznice, Vinična i drugih mjesta prebacili preko Kalnika i Bilogore u Moslavinu. Poslije neuspjelog napada na Veliko Trojstvo 25. svibnja, divizija se prebacila na Kalnik, a od polovine lipnja ponovno je operairala na području Bilogore i krajem lipnja na Kalniku. U međuvremenu, u drugoj polovini lipnja, vodila je borbe kod Stare Rače, Dautana, Severina, Orovca, Hudovljana i Velikih Sredica. Od 28. lipnja do 2. srpnja odbila je napad jakih ustaških i domobranskih snaga i prodrla u Podravinu. U srpnju i kolovozu ponovno je operirala na Bilogori i u Moslavini.
Vezano uz opću naredbu Vrhovnog štaba NOV-a i POJ-a od 17. kolovoza za rušenje komunikacija, 32. divizija je početkom rujna usmjerila svoje djelovanje na prugu između Zagreba i Varaždina. Tijekom 2. i 4. rujna, porušila je 12,5 km pruge. Istakla se, također, noću 7./8. rujna u napadu na domobransko uporište Sveti Ivan Zelina, 13./14. rujna sudjelovala u napadu na Križevce, od 26. do 27. rujna u borbama kod Velike Črešnjevice, 5. listopada u zauzimanju Pitomače, 10. listopada razbila je dijelove Šestog ustaškog zdruga kod Gornjih Mosta. U sastavu Desetog korpusa sudjelovala je od 14. do 16. listopada u neuspjelom napadu na ustaško-domobransko uporište Koprivnicu, a zatim je upućena u Hrvatsko zagorje, gdje je do sredine studenog napadala ustaško-domobranske posade i rušila prugu Varaždin—Zabok. Zauzela je 3. studenog Trgovišće i Hrašćinu, 7./8. studenog vodila oštre borbe kod Donje Zeline; a od polovine studenog rušila je prugu između Zagreba i Dugog Sela i Zagreba i Križevaca. U njenom sastavu formirana je 19. studenog 1944. godine brigada „Mihovil Pavlek Miškina“, kao njezina Treća brigada. Tada je 32. divizija imala 3450 boraca naoružanih s 1380 pušaka, 146 automata, 129 puškomitraljeza, 25 mitraljeza, 16 minobacača, 11 protutenkovskih pušaka i 12 bacača „John Bull”.
Postrojbe 20. pukovnije Prve domobranske divizije i dvije satnije Prvog ustaško-domobranskog posadnog zdruga iz Križevaca, Gornje Rijeke, Svetog Ivana Zeline i Vrbovca napale su 28. studenog 32. diviziju na prostoru Zaistovec, Preseka, Slatina. Pošto se s divizijom nalazio zbjeg naroda iz Hrvatskog zagorja, bolnica s ranjenicima, radio i skladišta, ona je bila prisiljena da se noću 28./29. studenog prebaci prvo u rajonu Buzadovac, Cigovec, Remetinec, a početkom prosinca i okolinu Đurđevca i Novigrada Podravskog. U prosincu 1944. i siječnju 1945. godine, divizija je sudjelovala u sastavu Desetog korpusa u borbama za Virovitički mostobran. Tijekom 10. i 11. prosinca vodila je žestoke borbe kod Ždale, 18. prosinca kod Kalinovca, 20. i 25. prosinca kod Kloštra Podravskog i Prugovca, 6. siječnja 1945. kod Špšić-Bukovice, Lozana i Starog Gradca, 8. siječnja kod Pitomače. U sastav divizije ušla je 11. veljače 1945. godine Prva zagorska brigada, kao njena Četvrta brigada.
Postrojbe 32. divizije su 13. veljačea odbile napad dijelova njemačke Prve kozačke konjičke divizije kod Donje Rašenice i Bastaja, noću 3./4. ožujka zauzele Bulinac, od 8. do 17. ožujka vodile žestoke borbe u Moslavini, 2. travnja odbile napad domobrana kod Bereka. U drugoj polovici travnja i prvoj polovici svibnja postrojbe divizije sudjelovle su u oslobođenju Podravine, Bilogore, Kalnika i Hrvatskog zagorja. Krajem travnja 1945. divizija je imala četiri brigade s ukupno 3527 boraca. Od naoružanja je imala 1896 pušaka, 269 automata, 235 puškomitraljeza, 16 mitraljeza, 39 minobacača i 4 protivtenkovske puške.